# Машталір Ганна Михайлівна
Ганна Михайлівна Машталір (1938, тепер Тернопільської області) — українська радянська діячка, ланкова колгоспу імені Богдана Хмельницького Бучацького району Тернопільської області. Депутат Верховної Ради СРСР 6-го скликання.

## Біографія
Народилася в селянській родині. Освіта неповна середня. Член ВЛКСМ.
У 1952—1960 роках — колгоспниця, з 1960 року — ланкова колгоспу імені Богдана Хмельницького села Ріпинці Бучацького району Тернопільської області.